# جوزف اکرمن
جوزف اکرمن (به انگلیسی: Josef Ackermann) (زاده ۱۹۴۸) کارآفرین، بانکدار و مدیر ارشد اجرایی سوئیسی است، که در حال حاضر به‌عنوان رئیس هیئت مدیره بانک قبرس فعالیت می‌کند. از سوابق مدیریتی وی می‌توان به مدیرعاملی دویچه بانک، ریاست هیئت مدیره زیمنس و مدیریت ارشد در شرکت‌های رویال داچ شل و وودافون اشاره کرد. وی هم‌اکنون ریاست دوره‌ای مجمع جهانی اقتصاد را نیز برعهده دارد.